# Les Aubaredes
Les Aubaredes o les Aubaderes és un jaciment arqueològic d'època paleolítica situat al terme municipal del Cogul, (Les Garrigues), inclòs a l'Inventari del Patrimoni Arqueològic i Paleontològic de Catalunya.
És al vessant occidental de la punta del Sacarrenyo, a l'extrem nord-oest de la serra del Tossal de les Forques (el Cogul). Es tracta d'una àrea dedicada al conreu d'oliveres i ametllers, entre la riba dreta del riu Set i el Cogul. El jaciment s'ha interpretat com un lloc de producció i explotació de sílex. Respecte a l'estat de conservació, el jaciment presenta una important afectació per problemes d'erosió.
Fou localitzat per primera vegada pel Grup de Recerques Arqueològiques la Femosa l'any 1977. Cal esmentar que es té constància de referències orals facilitades per Mateu Esquerda Ribes del Grup Cultural de Granyena de les Garrigues sobre actuacions vinculades amb al jaciment. El material arqueològic fou trobat en una àrea bastant concreta i de forma poc dispersa. Visites posteriors al jaciment no van documentar cap resta arqueològica en superfície.
Tot el material documentat al jaciment de les Aubaredes era fet de sílex. El conjunt lític està conformat per una rascadora, un raspador, 2 osques i una làmina denticulades, dos perforadors, diverses làmines i laminetes de vora rebaixada, dos burins, dos nuclis –un de prismàtic i l'altre piramidal–, i quatre micròlits geomètrics: en un trapezi, dues mitges llunes i un fragment de mitja lluna. Així mateix es trobà una gran quantitat d'ascles, algunes retocades, però de difícil classificació. Actualment aquest conjunt lític està ubicat al Museu Local Arqueològic d'Artesa de Lleida.